# Novosad (okres Trebišov)
Novosad je obec na Slovensku. Nachází se v Košickém kraji, v okrese Trebišov. Obec přísluší do tradičního regionu Zemplín.
Obec Novosad má rozlohu 15,26 km² a nachází se v nadmořské výšce 136 m. V obci žije přibližně 1 000 obyvatel. První písemná zmínka o obci je z roku 1318.